# Nectophryne batesii
Nectophryne batesii är en groddjursart som beskrevs av George Albert Boulenger 1913. Nectophryne batesii ingår i släktet Nectophryne och familjen paddor. IUCN kategoriserar arten globalt som livskraftig. Inga underarter finns listade i Catalogue of Life.